# Registeel
Registeel (japanski: レジスチル Rejisuchiru) jedan je od 1025 fiktivnih vrsta Pokémona iz medijske franšize Pokémon, skupa Pokémon videoigara, animiranih serija, manga stripova, knjiga, igraćih karata i drugih medija kojima je tvorac Satoshi Tajiri. Svrha je Registeela u videoigrama, animiranoj seriji i manga stripovima, kao i svrha ostalih Pokémona, borba s divljim Pokémonima – neukroćenim stvorenjima koje igrači i likovi pronalaze dok kreću na razne avanture – i pripitomljenim Pokémonima drugih Pokémon trenera.
Ime "Registeel" kombinacija je riječi "Rex" (gen. "Regis"), latinske riječi za kralja ili veličanstvo, i engleske riječi "steel" = čelik. Zbog toga, Registeelovo ime doslovno znači "Kralj čelika" ili "Čelični kralj".

## Biološke karakteristike
Registeel nalikuje na robota, u većoj mjeri od Regirocka i Regicea. Metalne je strukture, sa srebrnom vanjštinom i tamnom unutrašnjošću tijela. Umjesto lica, Registeel ima oznaku od šest ružičastih točki koje čine vodoravno izduženi šesterokut, sa sedmom točkom u središtu. Oznaka nalikuje Brailleovom pismu.
Iako je klasificiran kao Čelični Pokémon, Registeel je zapravo načinjen od nepoznate tvari s neobičnim svojstvima. Njegovo je tijelo tvrđe od bilo kakvog metala poznatog čovjeku, iako je istovremeno fleksibilno i šuplje iznutra. Zbog činjenice da nijedan poznati materijal ne pokazuje takvo izvanredno ponašanje, učenjaci u Pokémon svijetu teoretiziraju da je Registeel vanzemaljskog podrijetla. Registeelova je prehrana također obavijena velom tajne; nitko ne zna što on zapravo jede i na koji način, a pitanje je i ako on uopće ima potrebu za bilo kakvom tvari.
Prema navodima iz Pokémon videoigre, jedna je od starih civilizacija zarobila Registeela zajedno s Regiceom i Regirockom u tri različite špilje, koje su nekada ljudi nastanjivali. Učinili su to zbog straha prema ta tri Pokémona, prema kojima su osjećali da im "duguju za sve što imaju u životu".

## U videoigrama
Registeela se može pronaći u Pokémon Ruby, Sapphire i Emerald videoigrama. Kao što je to slučaj sa svim Legendarnim Pokémonima, postoji samo jedan Registeel u čitavoj igri. Smješten je u Drevnoj grobnici, na Stazi 120. Kako bi ušao u ruševine, igrač prethodno mora otvoriti njihove zapečaćene ulaze, a zatim otkriti vrata u svetištu prateći dugačak proces opisan Brailleovim pismom. Registeel se pojavljuje kao šef u Pokémon Mystery Dungeon igri.
Dok se Regirock usredotočuje na Attack i Defense statuse, a Regice na Special Attack i Special Defense statuse, Registeel uspostavlja ravnotežu između njih dvojice jer ima jednake napadačke i obrambene sposobnosti, imajući elementarne vrijednosti u tim statistikama jednake prethodno spomenutim Regi-Pokémonima. Kao što je slučaj s njima, i Registeel ima nizak Speed status. Može naučiti Čeličnu obranu (Iron Defense) i Amneziju (Amnesia) kako dalje povisio svoje obrambene mogućnosti, kao i Kletvu (Curse), koja povisuje njegov Attack i Defense status, smanjujući njegov ionako nizak Speed status. Zbog toga se Registeelu obično daje prednost u borbi od ostala dva Regi-Pokémona.
Registeel se pojavljuje u Pokémon Ranger igri kao jedan od tri Legendarna Pokémona koje igrač smije zadržati. Druga dva su Regice i Regirock. Može stvarati čelične lopte kako bi spriječio igrača da ga uhvati.

## U animiranoj seriji
Registeel se pojavio u osmom Pokémon filmu Pokémon: Lucario and the Mystery of Mew. Zajedno s Regiceom i Regrockom, čuvar je Stabla početka svijeta te napadne Asha i njegove prijatelje. Nakon što ustanove da nisu nikakva prijetnja, Registeel i njegovi drugovi ostave Asha i prijatelje na miru. U filmu, svo troje je pričalo, na čudan, robotski način, a tijekom pričanja, točke na mjestu njihova lica svijetlile bi i stvarale različite oznake.
Registeel se pojavio u epizodi "Battle Pyramid Again! VS Registeel!", kao partner Kralja piramide, Brandona. Pobijedio je Ashovog Torkoala, koristeći moćnu tehniku Praćenja (Lock-On)/Gromovitog topa (Zap Cannon).